# Estação Mocidade/Padre Miguel
Mocidade/Padre Miguel é uma estação de trem do Rio de Janeiro, localizada no bairro de Padre Miguel, na Zona Oeste do município.

## História

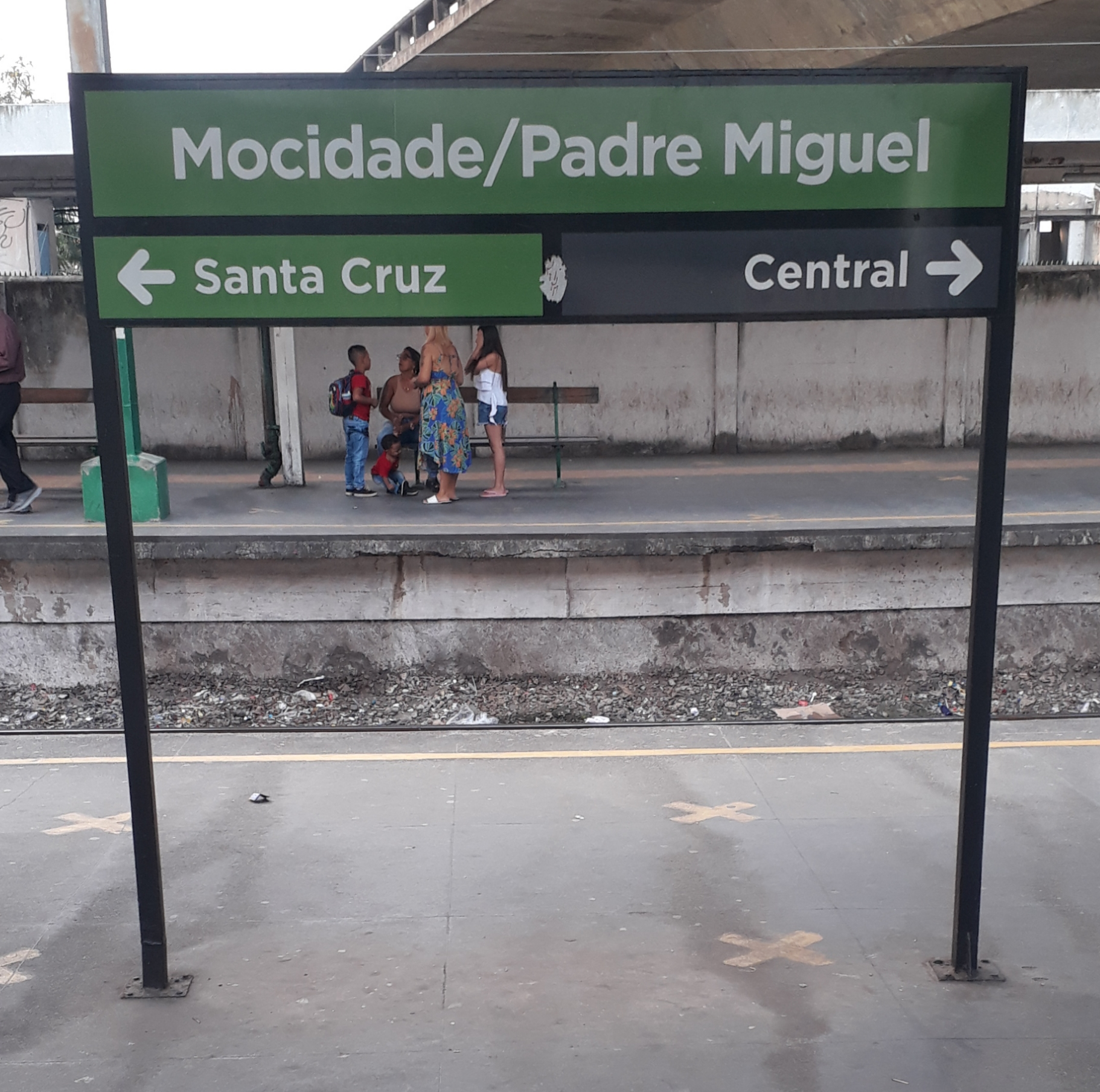
Placa Mocidade/Padre Miguel

Por conta da abertura do Campo da Rua Ferrer pelo Bangu Atlético Clube, ocorreu uma afluência de aficionados por futebol para a região, batizada de "Moça Bonita". Além disso, o crescimento da região, recém loteada na década de 1920, fez a população da localidade de Moça Bonita a cobrar das autoridades em 1927 a construção de uma parada de trens. Em 1931 um novo apelo da população de Moça Bonita foi feito à Central para que se implantasse a Parada de Moça Bonita. Naquele momento a localidade possuía cerca de 3500 habitantes.
Apenas em 24 de junho de 1933, a Estrada de Ferro Central do Brasil resolveu abrir a parada  "Moça Bonita", localizada no quilômetro 29 do Ramal de Santa Cruz. Em 6 de abril de 1940,a então Parada Moça Bonita é elevada para a categoria de estação. Com a morte do padre Miguel de Santa Maria Mochon (1879-1947),primeiro vigário da Paróquia de Nossa Senhora da Conceição do Realengo, a estação Moça Bonita tem seu nome alterado para "Padre Miguel" em 1 de outubro de 1948.
Sob a gestão da CBTU, um projeto de remodelação da estação foi elaborado em 1991. A falta de recursos, porém, fez com que a obra fosse contratada apenas em 1997, quando a CBTU já havia transferido a gestão dos trens urbanos do Rio de Janeiro para a Flumitrens. Contratadas junto à empresa Estacon Engenharia, ao custo de R$ 21.366.565,92 (incluindo também obras nas estações Guilherme da Silveira, Deodoro, Realengo, Ricardo de Albuquerque e Japeri), as obras foram inauguradas em 1998.
Com a Lei 3.069 de 1998, a estação passou a ser denominada Mocidade/Padre Miguel, em referência à quadra da escola de samba Mocidade Independente, um dos pontos atrativos do bairro de Padre Miguel.

## Plataformas
Plataforma 1A: Sentidos Santa Cruz, Campo Grande e Bangu 

Plataforma 2B: Sentido Central do Brasil

## Fonte
- Max Vasconcellos: Vias Brasileiras de Comunicação, 1928;